# 西拉尼昂
西拉尼昂（英語：Silanion），约活动于公元前4世纪前后。古希腊雅典雕刻家之一，其10件作品为人所知，包括《阿喀琉斯》、《忒修斯》、《奄奄一息的伊俄卡斯塔》（青铜制造，其中含有少量银）以及七尊人物雕像，分别是《萨福》、《科琳娜》、《雕刻家阿波罗多罗斯》以及《奥林匹亚的三名拳击手》（半身像）等。他还撰写了一些关于建筑比例规律的专著。